# Gauthierita
La gauthierita es un mineral muy raro con la fórmula de suma química idealizada KPb[(UO
2)
7O
5(OH)
7]·8H2O. Es un hidróxido de óxido de uranilo, potasio y plomo, radioactivo e hidratado, de color naranja. Se encontró analizando especímenes minerales antiguos y solo se conoce en una localidad, la mina de Shinkolobwe en la República Democrática del Congo. El mineral recibió su nombre en honor a Gilbert Gauthier, un recolector belga de minerales de uranio, quien proporcionó una muestra a uno de los coautores del estudio que lo identificó por primera vez en 2017.

## Etimología e historia

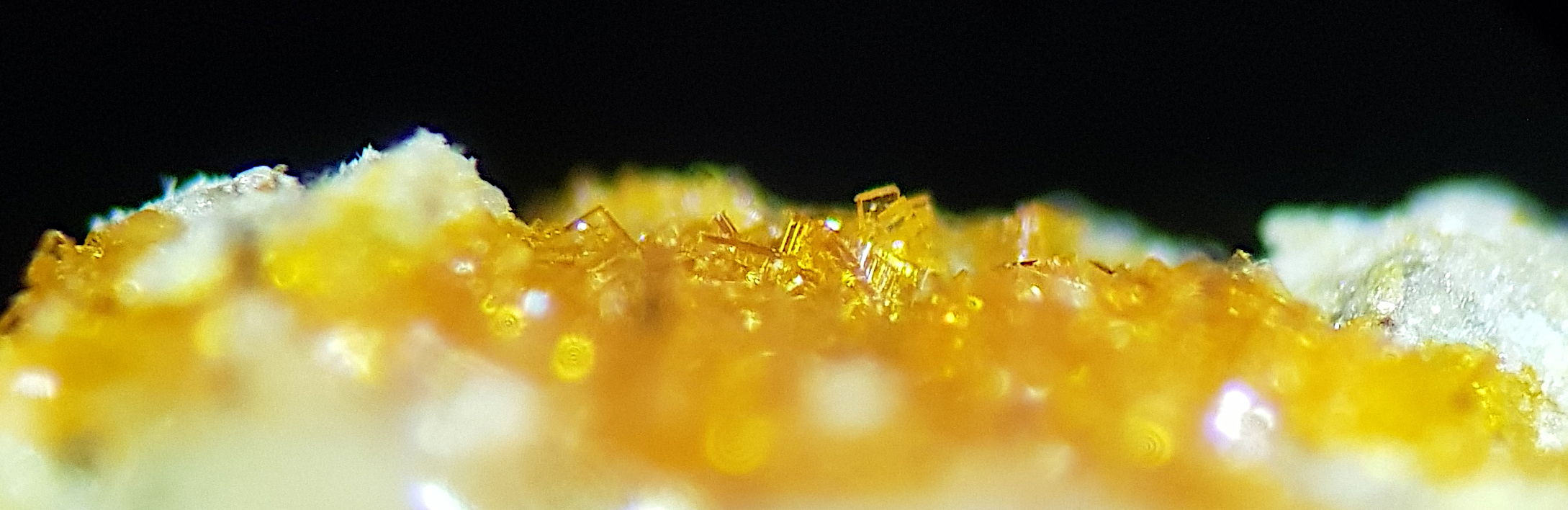
Cristales de gauthierita en matriz (campo de visión aprox. 3 mm).

La gauthierita es un mineral muy raro y se describió por primera vez en 2017. Fue descubierto en una antigua muestra mineralógica de la mina de Shinkolobwe, República Democrática del Congo. Gilbert Joseph Gauthier (24 de diciembre de 1924 – 23 de junio de 2006) le entregó la muestra a un coautor del estudio original, un coleccionista de minerales belga que se centró en los minerales de uranio, de los cuales recibió su nombre.

## Clasificación
Según la Asociación Mineralógica Internacional (IMA), que actualizó su lista por última vez en 2009, el sistema Nickel-Strunz incluye la gauthierita en la sección de «óxidos e hidróxidos» entre los «hidróxidos de uranilo». Allí forma el grupo 4. GB, junto con leesita K(H 2 O) 2 [(UO 2 ) 4 O 2 (OH) 5 ]·3H 2 O, shinkolobweita Pb 1,25 [U 5+ (H 2 O) 2 (U 6+ O 2 ) 5 O 8 (OH) 2 ](H 2 O) 5 y kroupaita KPb 0,5 [(UO 2 ) 8 O 4 (OH) 10 ]·10H 2 O.

## Química
Un análisis mediante microsonda electrónica utilizando nueve muestras del material tipo arrojó una composición promedio de 1,29 w. -% K2O, 7,17 w. -% PbO, 82,10 w. -% UO3 y 8,78 w. -% H2O . Basado en 34 átomos de oxígeno, esto da la fórmula suma empírica K 0,67 Pb 0,78 U 7 O 34 H 23,77, que se idealiza como KPb[(UO 2 ) 7 O 5 (OH) 7 ]∙8H 2 O. 

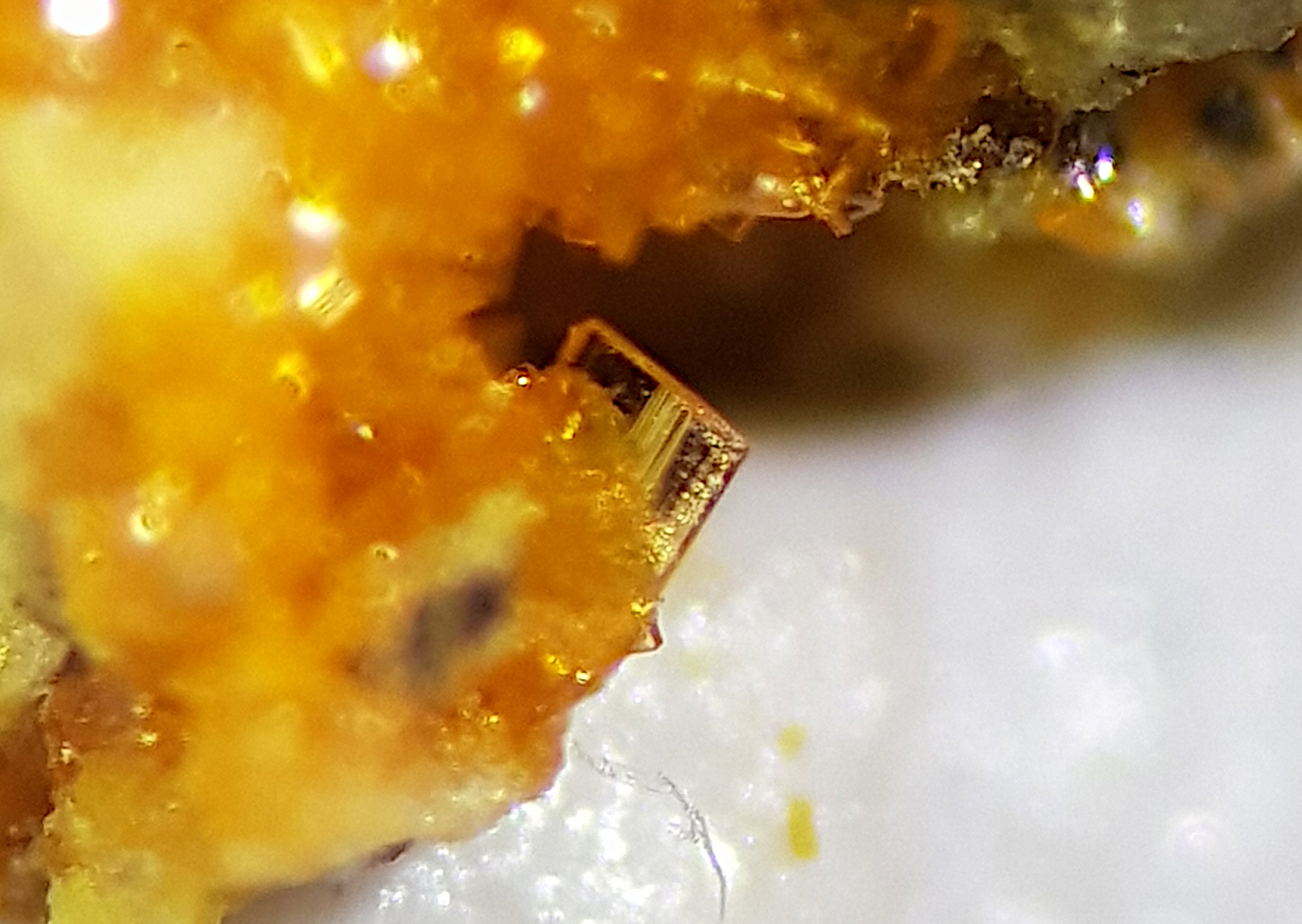
Monocristal de gauthierita (aprox. 0,1 mm).

La gauthierita cristaliza monoclínicamente en el grupo espacial P 2 1 / c con los parámetros de red a = 29.844(2) Å ; b = 14.5368(8) Å y c = 14.0406(7) Å y β = 103.708(6)° con ocho unidades de fórmula por celda unitaria.  La estructura cristalina está relacionada con la de vandendriesscheite. Junto con la fourmarierita, estos tres minerales forman un grupo de productos de alteración en etapa temprana que se forman en la erosión por oxidación-hidratación de la uraninita. Esto es particularmente prominente en la cantidad de agua entre las capas de uranilo.
Debido a su contenido de uranio de alrededor del 67,2%, el material es fuertemente radiactivo.

## Ocurrencia y localidades
Hasta ahora, la gauthierita sólo se ha identificado en muestras mineralógicas antiguas de su localidad tipo, la mina de Shinkolobwe, en la República Democrática del Congo. El mineral está asociado en el espécimen tipo con soddyita, sklodowskita y un miembro de la serie metazeunerita - metatorbernita. La matriz del material tipo es cuarzo con uraninita alterada diseminada. El mineral puede formarse por erosión de uraninita en presencia de plomo radiogénico, mientras que el potasio puede lixiviarse de otros materiales de ganga.